# Parc national de la Biebrza
Le parc national  de la Biebrza (en polonais : Biebrzański Park Narodowy) est un parc national se situant dans le voivodie de Podlachie, au nord-est de la Pologne, situé le long la rivière Biebrza. La quasi-totalité de la vallée de la Biebrza est protégée, depuis les sources de la rivière jusqu'à son embouchure dans la Narew.
Avec une superficie totale de 59 223 ha, il est le plus grand parc parmi les 23 parcs nationaux de la Pologne et l'un des plus grands en Europe. Son objectif est de protéger des tourbières étendues de la vallée de la Biebrza (Bagna Biebrzańskie) et d'une partie des collines de Sokołów (Wzgórza Sokolskie). 

## Histoire
Créé le 9 septembre 1993, ce parc est le plus grand des 23 parcs nationaux de Pologne. Sa surface totale est de 592,23 km², desquels les forêts couvrent 155,47 km² et les prairies 181,82 km² et les célèbres marais de la Biebrza couvrent 254,94 km².
Depuis 1995, il est inscrit sur la liste de la convention de Ramsar relative aux zones humides d'importance internationale, particulièrement comme habitats des oiseaux aquatiques. La plus grande surface du parc fait partie de la réserve du Marais rouge (polonais : Rezerwat przyrody Czerwone Bagno), qui bénéficie d'une protection stricte.
La vallée de la Biebrza a été identifiée par BirdLife International comme un site d'importance vitale pour le maintien de la diversité des oiseaux. En 2004, il a été inscrit dans le réseau européen Natura 2000 qui vise à gérer et protéger les habitats et espèces d'intérêt communautaire. 

## Territoire

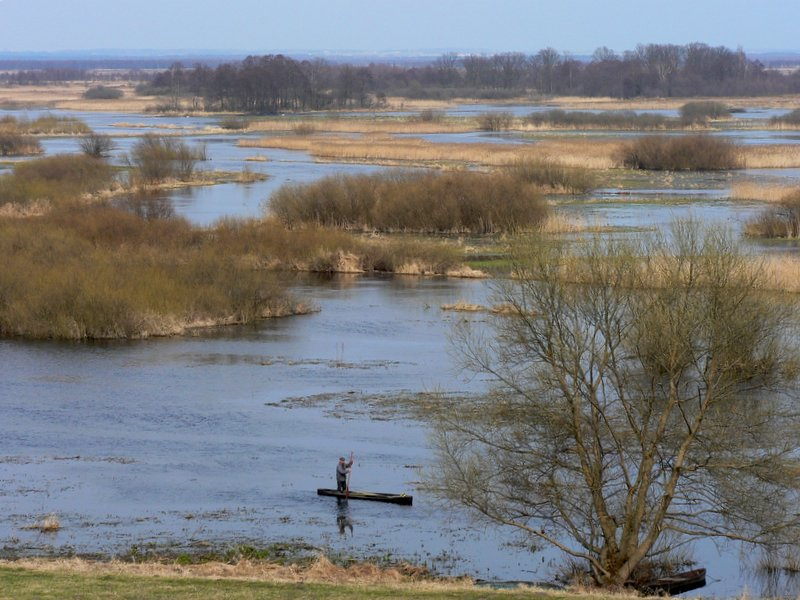
La Biebrza au printemps.

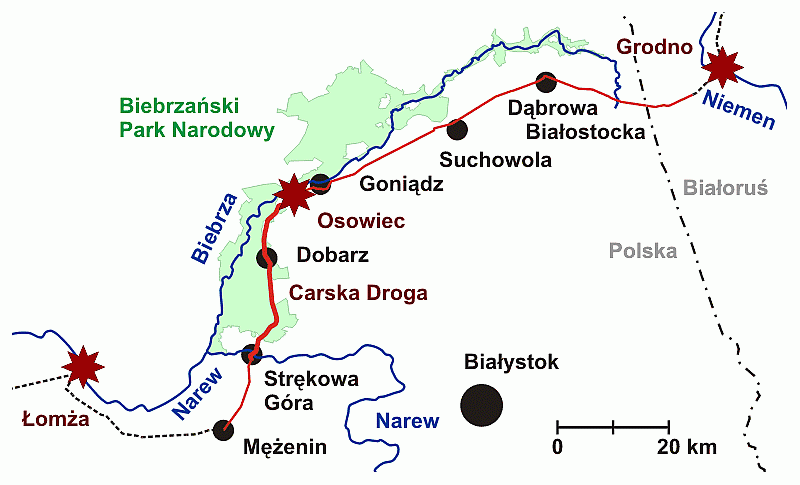
Carte de la Biebrza et du parc

Le territoire du parc s'étend sur presque toute la vallée de la Biebrza, depuis les sources de la rivière jusqu'à son embouchure dans la Narew (environ 155 km).
Les marais sont la partie la plus précieuse du parc national qui protège de vastes étendues de zones humides écologiquement intactes. Ces dernières abritent une biodiversité particulièrement élevée, comprenant une grande variété de communautés de plantes, d'oiseaux, d'amphibiens (Rana temporaria principalement, devant Hyla arborea et Bombina bombina)  et d'autres espèces caractéristiques des zones humides,souvent rares.  Parmi les mammifères on trouve notamment l'élan (qui a longtemps trouvé refuge dans cette zone où vit sa population située la plus au sud-ouest de la Pologne, qui reste la population la plus importante de Pologne, mais qui régresse, étant passée de 800 individus environ vers 1980 à environ 400 20 ans plus tard) et le castor (avec des densités atteignant plus de 2 familles par km de rivière) le nom Biebrza découle d'ailleurs de l'ancien nom germanophone du castor (biebr /bieber). Le vison y atteint aussi des densités exceptionnelles (jusqu’à 52 pistes sur 1 km le long d’un des affluents de la Biebrza en 1999).
Les zones humides de la Biebrza comme la vallée de la Narew sont des centres très importants pour le nichage, la nourriture et le repos de nombreux oiseaux migrateurs.

## Climat
Les marais de la Biebrza se situent au nord-est de la Pologne, dans une région qui est considérée comme la région la plus froide (à part les montagnes). Le parc connaît un climat continental avec des éléments du climat sub-boréal. Il est caractérisé par un hiver long et une période végétative très courte. La moyenne annuelle des températures est l'une de plus basses de toute la Pologne. Le mois le plus froid est février (-4,5 à -5,5 °C). L'hiver dure de 107 à 117 jours. Le mois le plus chaud est juillet (17,3 à 17,8 °C). L'été dure de 77 à 85 jours. Nombre de jours de brouillards s'élève de 30 à 70, mais dans les marais ce nombre est deux fois plus grand que sur les plateaux. La pluviométrie est de 550 mm. En hiver le vent se dirige du sud-ouest vers le nord-est, en été du sud-ouest et du sud.

## Flore
Il y a près de 900 espèces végétales référencées dans le parc, dont 90 espèces protégées.

### Liste de principales espèces
- Épicéa commun (Picea abies)
- Bouleau peu élevé (Betula humilis)
- Calamagrostide négligée (Calamagrostis stricta)
- (Carex chordorrhiza)
- Laîche de Paira (Carex loliacea)
- Camarine noire (Empetrum nigrum)
- Lédon des marais (Rhododendron tomentosum)
- Canneberge à petits fruits (Oxycoccus palustris)
- (Pedicularis sceptrum-carolinum)
- Grassette commune (Pinguicula vulgaris)
- Polémoine bleue (Polemonium caeruleum)
- Saule des Lapons (Salix lapponum)
- Saxifrage œil de bouc (Saxifraga hirculus)
- Swertie pérenne (Swertia perennis)
- Scirpe de Hudson (Trichophorum alpinum)
- Myrtille des marais (Vaccinium uliginosum)

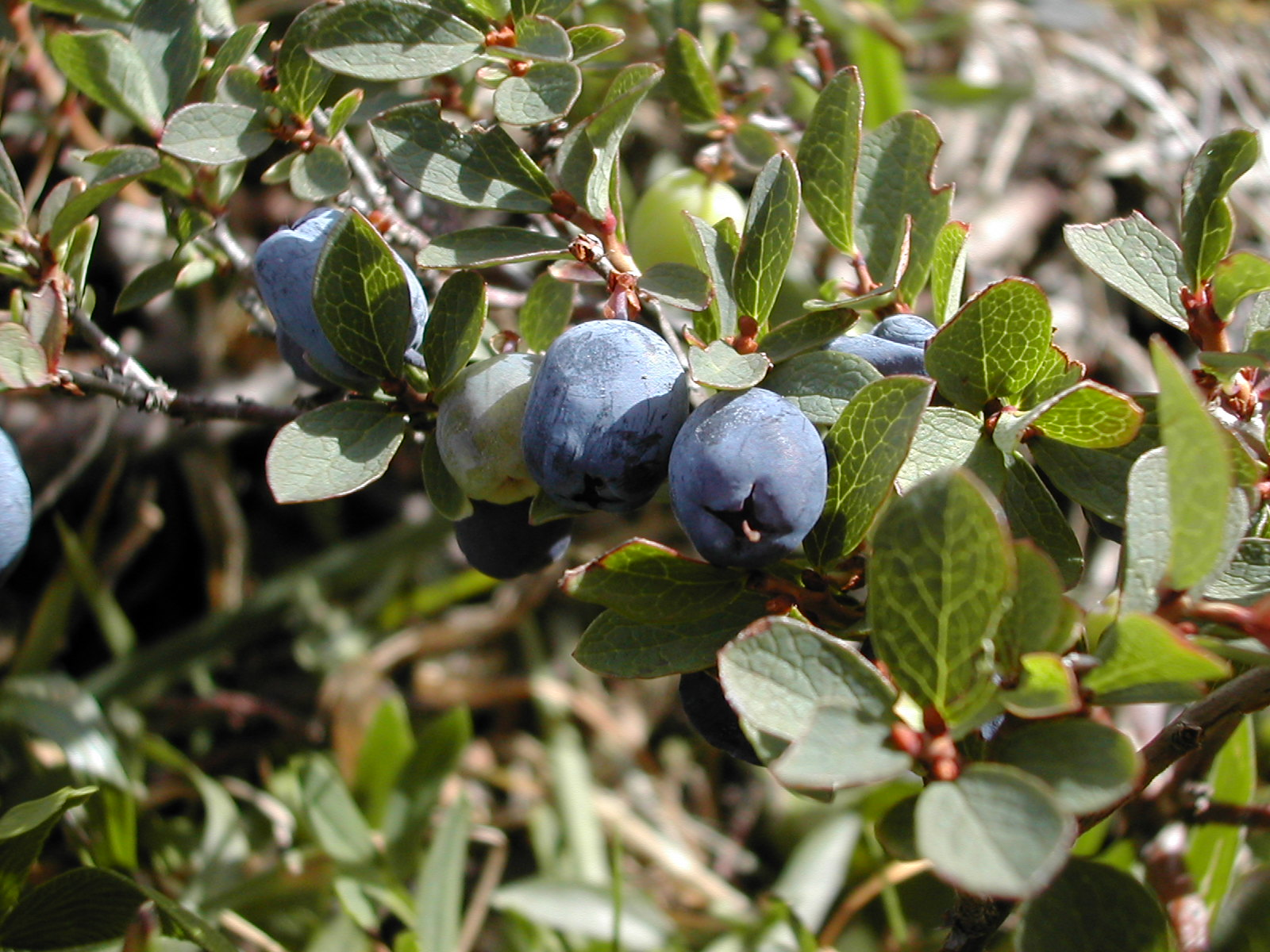
Myrtille des marais

### Liste de plantes rares
- Capillaire vert (Asplenium viride)
- Prêle panachéé (Equisetum variegatum)
- Lycopode sélagine (Huperzia selago)
- Droséra à longues feuilles (Drosera anglica)
- Ecuelle d'eau (Hydrocotyle vulgaris)
- Pulicaire commune (Pulicaria vulgaris)
- Orobanche pourpre (Orobanche purpurea)
- Fritillaire pintade (Fritillaria meleagris)
- Iris sans feuilles (Iris aphylla)
- Sabot de Vénus (Cypripedium calceolus)

## Faune
La richesse de la faune est caractérisée par la présence de 48 espèces de mammifères (dont 10 espèces de chauves-souris), 271 espèces d'oiseaux (dont 180 nicheuses), 12 espèces d'amphibiens, 5 espèces de reptiles, 36 espèces de poissons. Parmi les invertébrés on a constaté 700 espèces de papillons (dont 78 papillons de jour), 448 espèces d'araignées, 500 espèces de coléoptères, 42 espèces de trichoptères et 19 espèces de sangsues.

### Mammifères les plus souvent rencontrés
- Loup gris (Canis lupus)
- Loutre d'Europe (Lutra lutra)

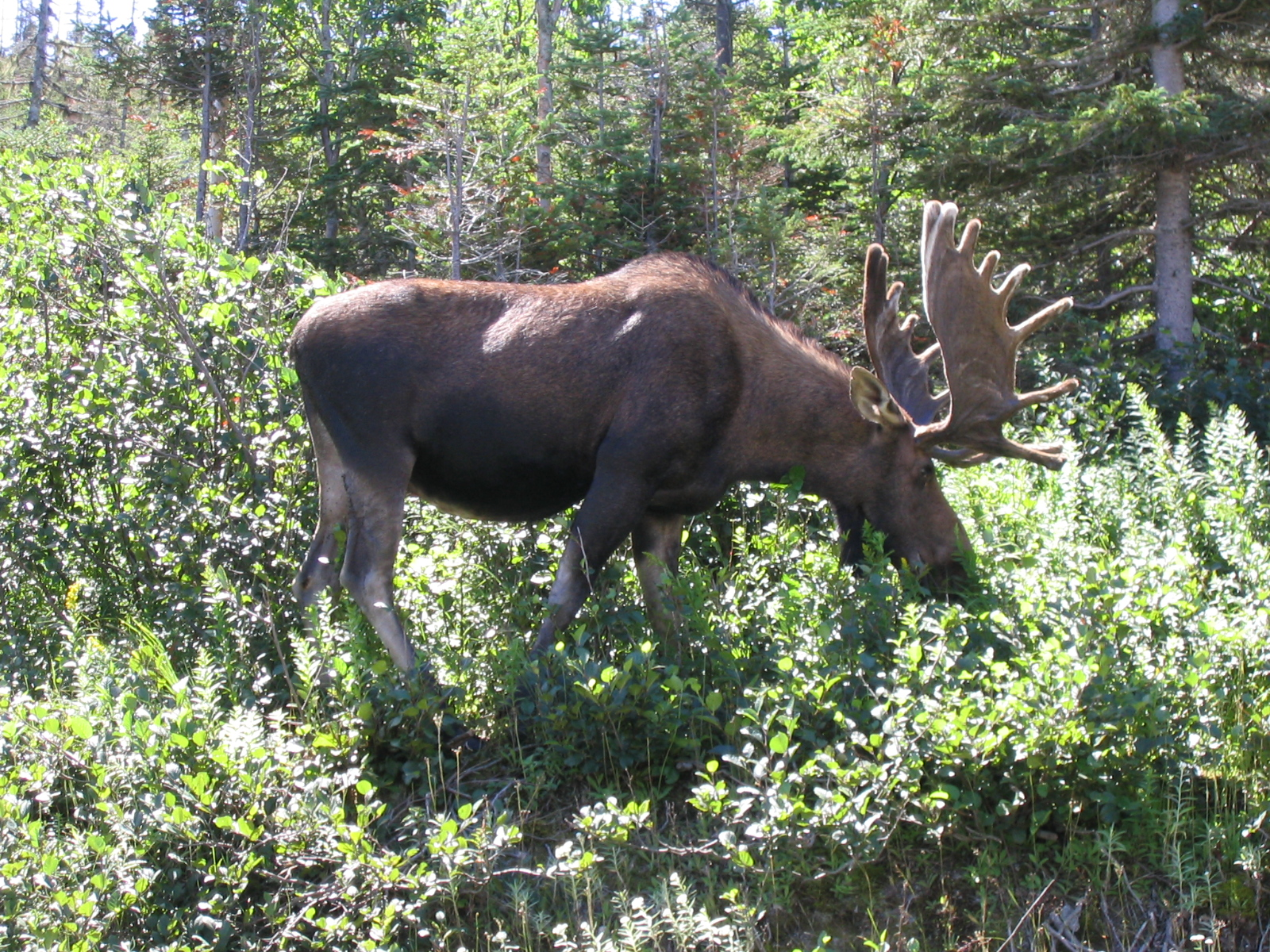
Un mâle d'élan

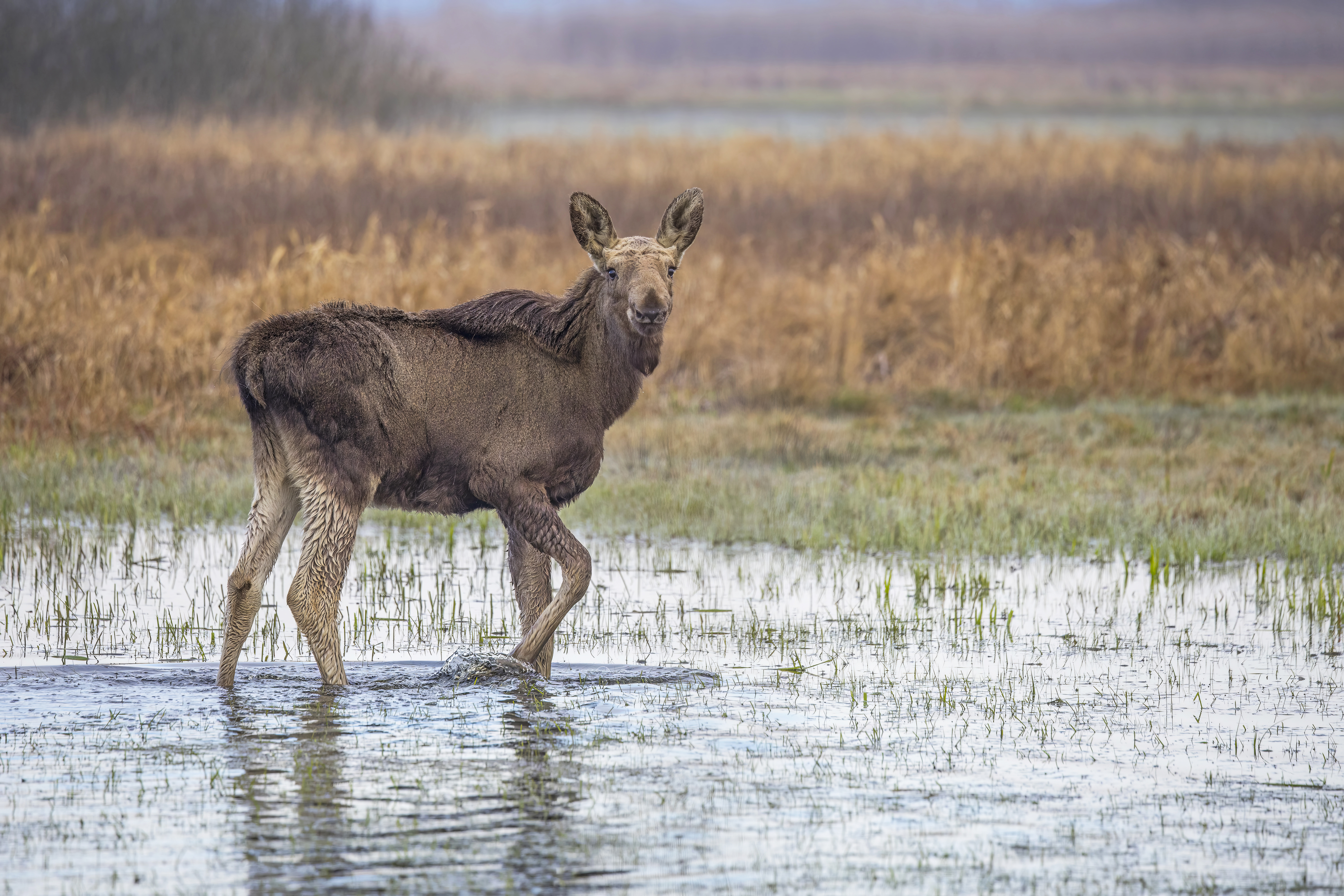
Alces alces dans le parc national de la Biebrza. Avril 2023.

- Élan (Alces alces) - Le parc est la plus grande station d'élans en Pologne[5] avec 500 individus.
- Castor d'Europe (Castor fiber)
- Campagnol nordique (Microtus oeconomus)

### Oiseaux les plus caractéristiques

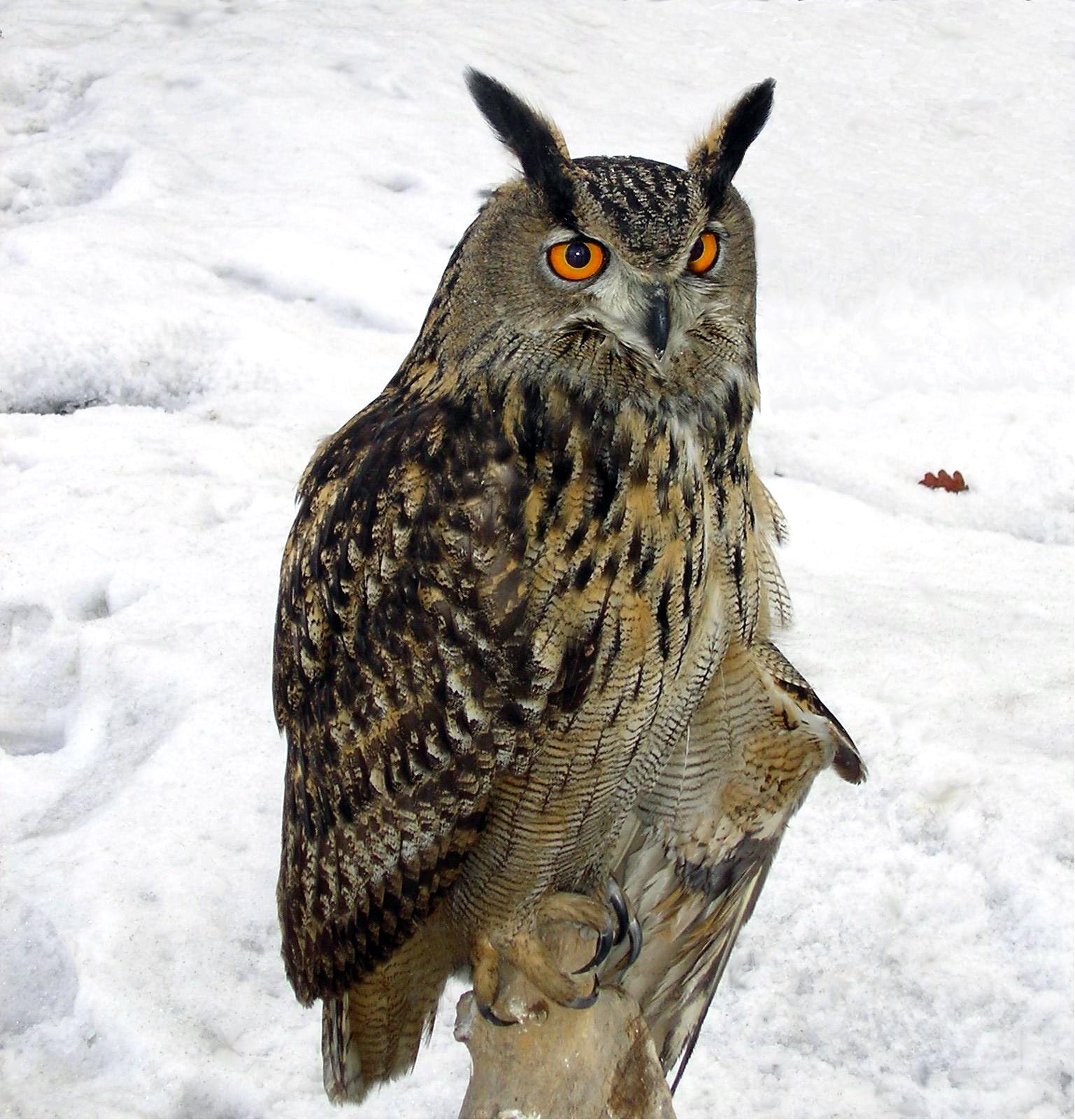
Grand-duc d'Europe

- Combattant varié (Philomachus pugnax)
- Phragmite aquatique (Acrocephalus paludicola)
- Bécassine double (Gallinago media)
- Bécassine des marais (Gallinago gallinago)
- Courlis cendré (Numenius arquata)
- Bécasseau variable (Calidris alpina)
- Grue cendrée (Grus grus)
- Guifette leucoptère (Chlidonias leucopterus)
- Guifette moustac (Chlidonias hybrida)

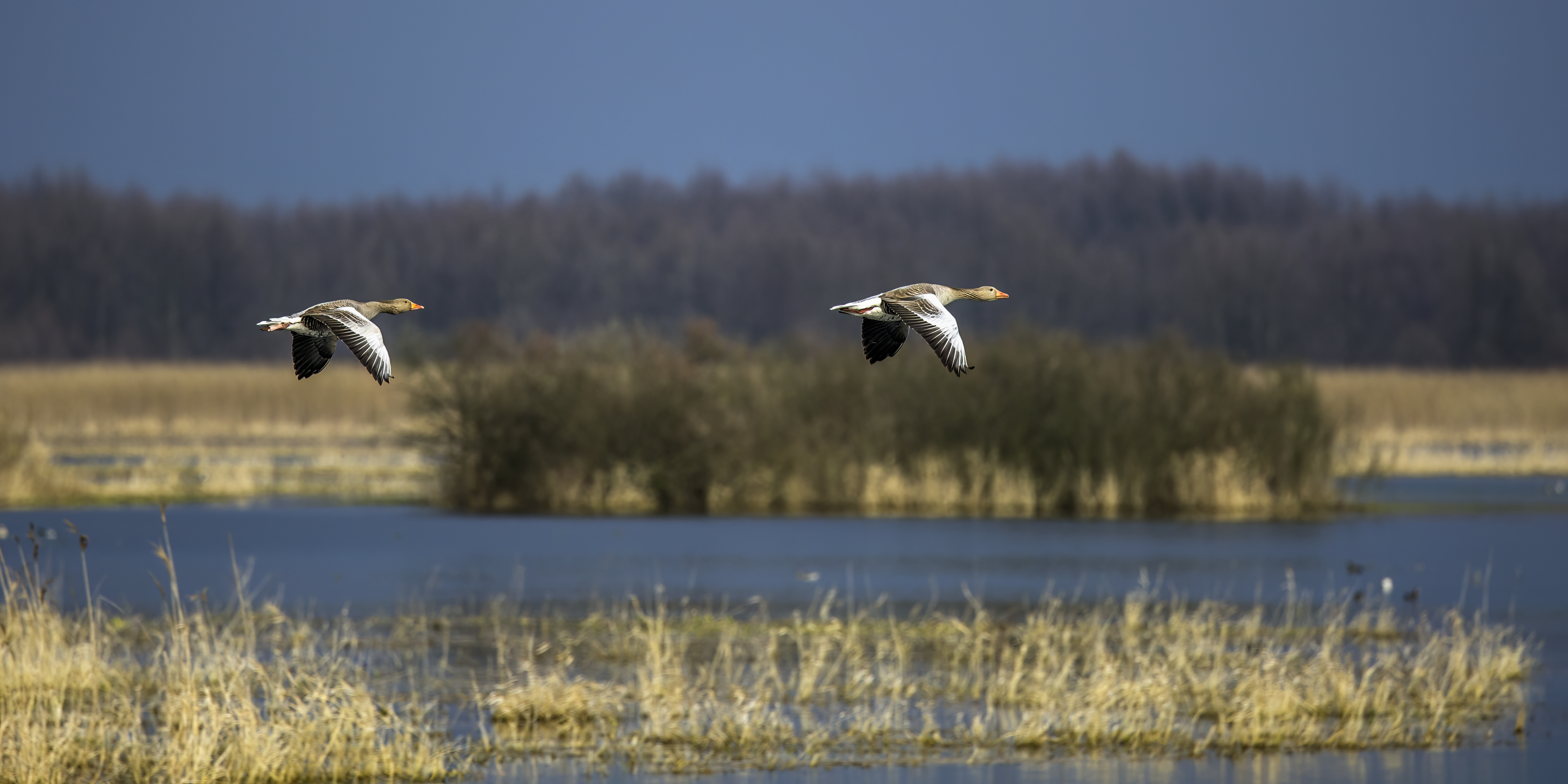
Oies cendrées en vol dans le parc national. Avril 2023.

- Grand-duc d'Europe (Bubo bubo)
- Aigle pomarin (Aquila pomarina)
- Hibou des marais (Asio flammeus)

### Les Amphibiens de la vallée de Biebrza
- Triton crêté (Triturus cristatus)
- Triton ponctué (Triturus vulgaris)
- Sonneur à ventre de feu (Bombina bombina)
- Pélobate brun (Pelobates fuscus)
- Crapaud commun (Bufo bufo)
- Crapaud vert (Bufo viridis)
- Crapaud calamite (Bufo calamita)
- Rainette verte (Hyla arborea)
- Petite grenouille verte (Rana lessonae)
- Grenouille rieuse (Rana ridibunda)
- Grenouille rousse (Rana temporaria)
- Grenouille des champs (Rana arvalis)
- Grenouille comestible (Rana esculenta)

## Administration

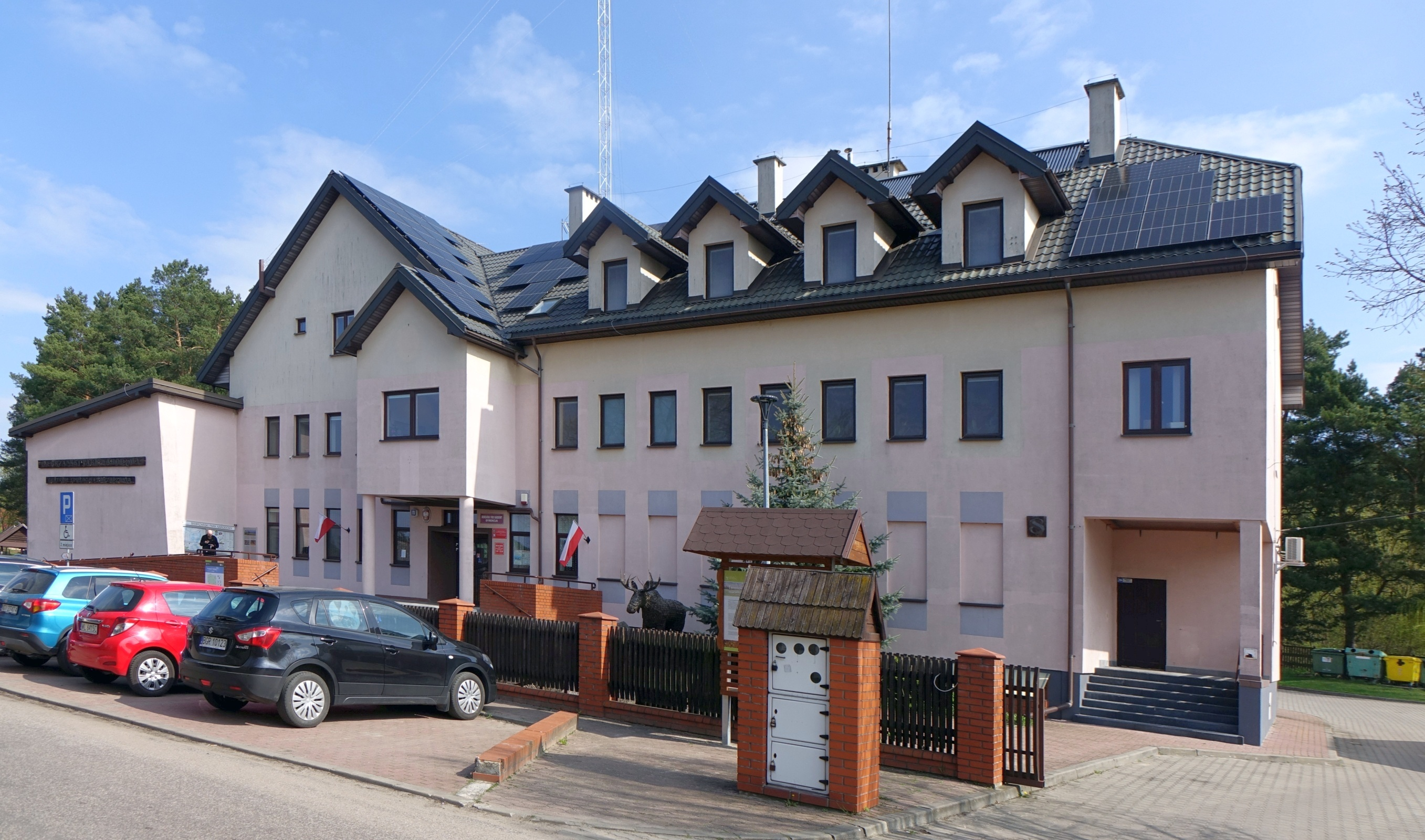
Le siège du parc à Osowiec-Twierdza

Les bureaux de la direction du parc sont situés à Osowiec-Twierdza, dans les sous-sols de la forteresse historique d'Osoviets, près de Goniądz.

### Sources
- (en) Cet article est partiellement ou en totalité issu de l’article de Wikipédia en anglais intitulé « Biebrza National Park » (voir la liste des auteurs).

- Cet article est partiellement ou en totalité issu de l'article intitulé « Parc national de Biebrza » (voir la liste des auteurs).